# Salon des Cent

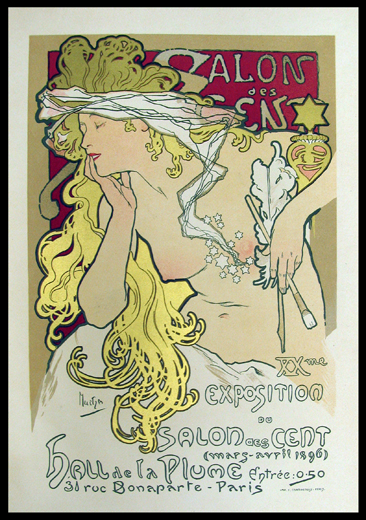
Alfons Mucha: Plakát pro XX. Salon des Cent z roku 1896

Salon des Cent (česky Salon stovky) byli umělci seskupení kolem avantgardní francouzské literární a umělecké revue La Plume, kteří v jejích prostorách na adrese rue Bonaparte č. 31 v pařížském 6. obvodu pořádali stejnojmenné komerčně zaměřené výstavy neboli salony, na nichž veřejnosti prodávali za velmi rozumné ceny speciální vydání svých plakátů, jež byly obvykle bez reklamních textů.
Salon des Cent založil v únoru 1894 novinář a básník Léon Deschamps, zakladatel a vydavatel revue La Plume (Pero). Díky svým výstavám, na nichž se veřejnosti představovali soudobí grafičtí umělci, vešel salon brzy ve všeobecnou známost. Řada plakátů, jež oznamovaly konání salonu, se stala vyhledávanými  sběratelskými předměty. 

## Alfons Mucha a salon
Vydavateli La Plume Léonu Deschampsovi se líbily práce Alfonse Muchy v oblasti užitého umění, a proto jej požádal, aby pro XX. výstavu skupiny Salon des Cent vytvořil plakát. Pozval ho také, aby se stal členem skupiny a vystavoval v rue Bonaparte svá díla určená na prodej.
Návrh plakátu pro časopis věnoval Mucha jako svůj vstupní dar. Zařadil se tak do okruhu stálých spolupracovníků revue.

## Významné salony
- 1894 první výstava
- 1895 výstava Toulouse-Lautreka
- 1896 výstava s účastí Muchy, Bonnarda a Toulouse-Lautreka
- 1897 Muchova výstava
- 1898 v říjnu výstava Charlese Lacosta a v prosinci výstava díla Jamese Ensora
- 1899 v říjnu a listopadu 40. výstava skupiny
- 1900 v prosinci poslední výstava

## Samostatné výstavy
- 1894 - Eugène Grasset od 5. do 25. dubna
- 1897 - XXI. salon, Alfons Mucha, vernisáž 5. června
- 1898 - První samostatná výstava Charlese Lacosta

## Významní vystavující
(seznam je neúplný)
- Paul Berthon
- Pierre Bonnard
- Frédéric-Auguste Cazals
- Edgar Degas
- Henri Evenepoel
- James Ensor
- Eugène Grasset
- Henri-Gabriel Ibels
- Gustave-Henri Jossot
- Charles Lacoste
- René Lalique
- Henri Matisse
- Gustave Moreau
- Alfons Mucha
- Henri de Toulouse-Lautrec
- Louis Valtat

## Galerie

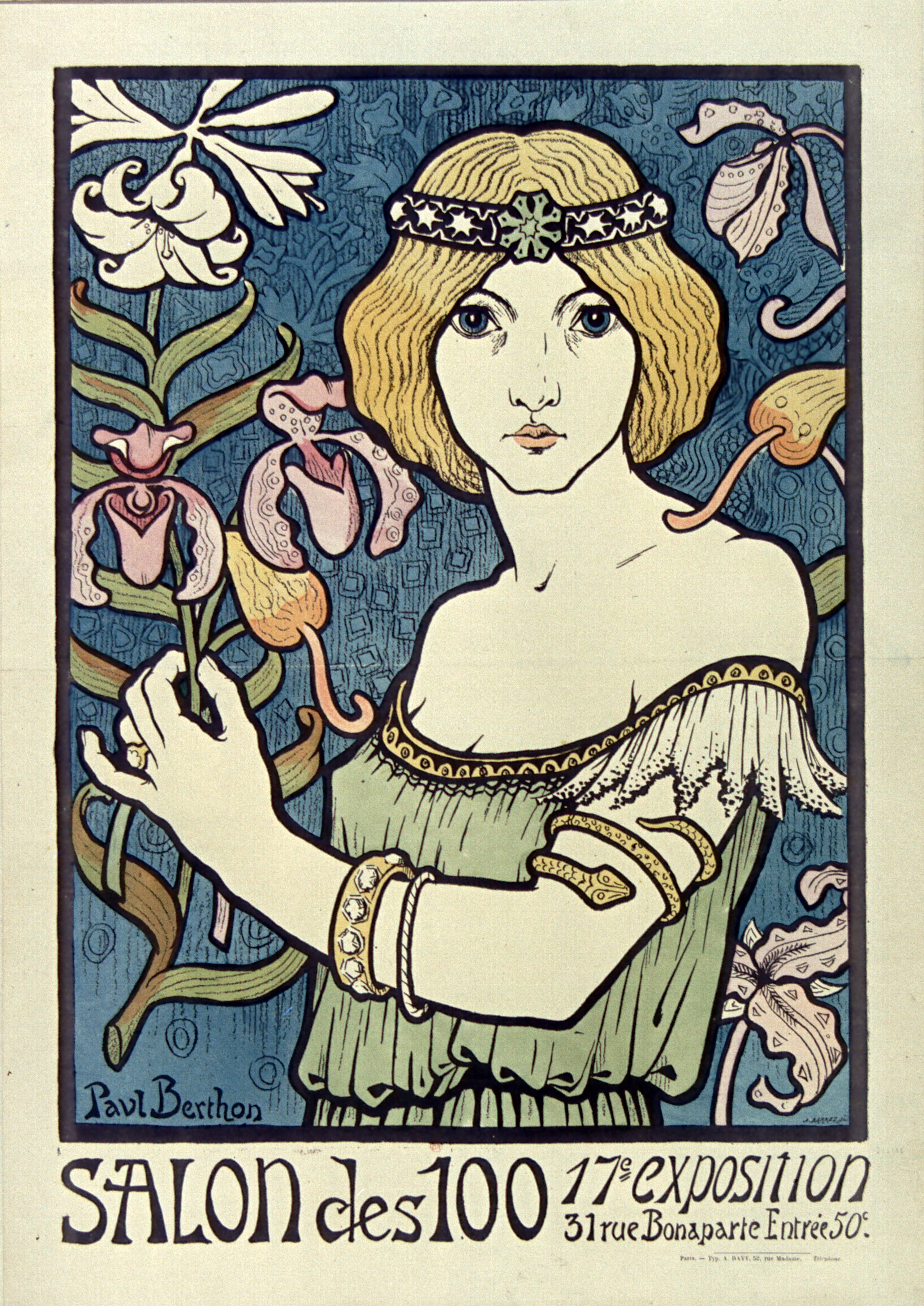
Plakát pro XVII. salon od Paula Emila Berthona
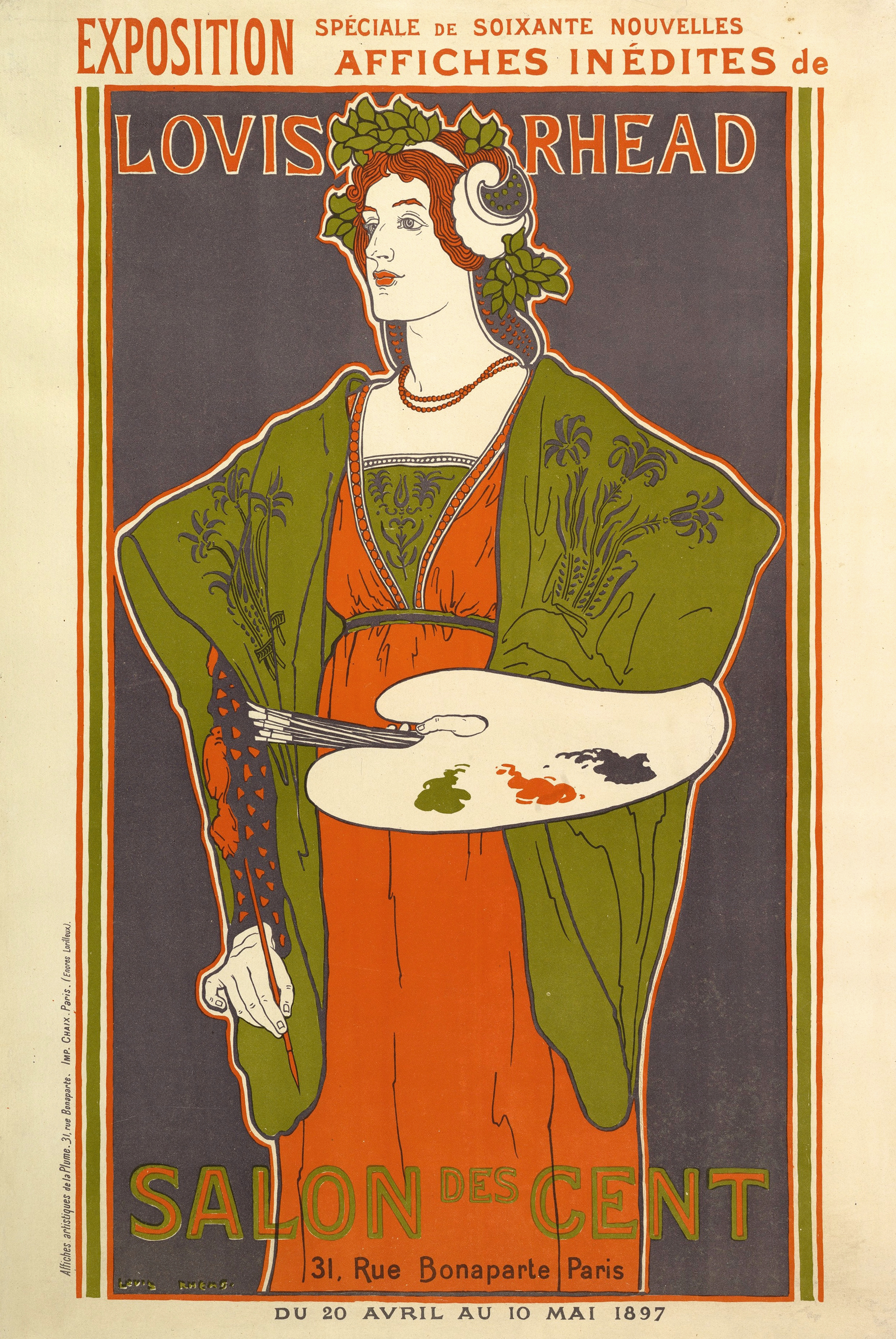
Plakát pro výstavu v květnu 1897 od Louise Rheada
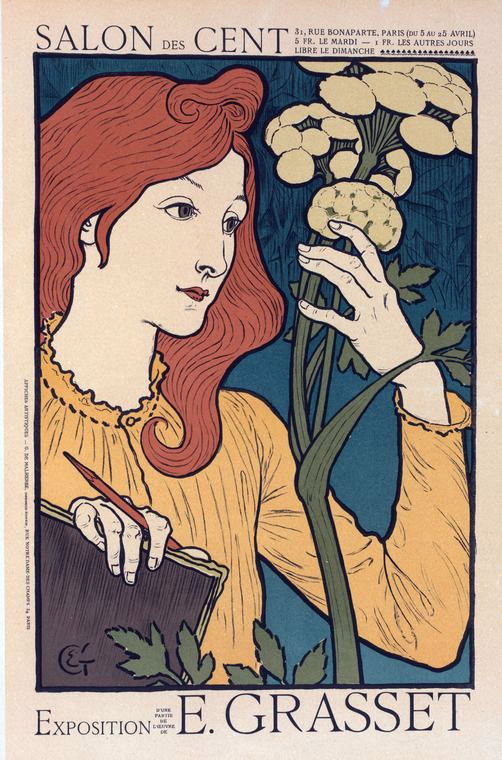
Plakát pro výstavu Eugèna Grasseta

## Jiné salony
- Pařížský salon
- Salon odmítnutých (Salon des refusés)
- Podzimní salon (Salon d'automne)
- Salon nezávislých (Salon des indépendants)
- Institut de France
- Dámské literární salony a společnosti v arabském světě